# Sarosa albraamea
Sarosa albraamea är en fjärilsart som beskrevs av William Schaus 1924. Sarosa albraamea ingår i släktet Sarosa och familjen björnspinnare. Inga underarter finns listade.